# Conferentie van Genua

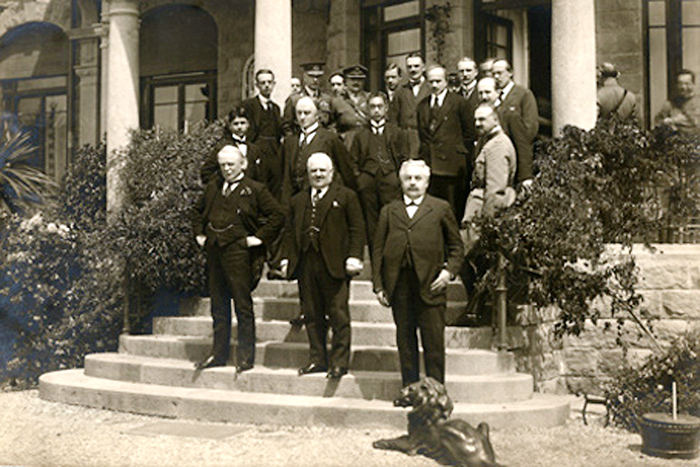
Deelnemers aan de Conferentie van Genua

Van 10 april tot 19 mei 1922 vond in Genua een economische conferentie plaats. Vrijwel alle Europese regeringsleiders waren aanwezig, maar Poincaré niet, hoewel er wel een bescheiden Franse delegatie onder leiding van oud-minister Louis Barthou was. Verder waren er 33 andere landen aanwezig, waaronder, zoals afgesproken op de Conferentie van Cannes, Duitsland en de Sovjet-Unie. Lloyd George had in de tussentijd wat concessies moeten doen wat betreft zijn ‘grand design’ voor Europa. In ruil voor de toestemming van de Fransen om met de Russen te onderhandelen moest hij het idee van het kwijtschelden van Duitse oorlogsschulden laten varen. Van het Britse parlement had hij een aantal richtlijnen meegekregen die vooral een strenge opstelling tegenover de Sovjet-Unie inhielden. Lloyd George had dus niet veel vrijheid om zelfstandig besluiten te nemen.
Er bleken al snel onoverkomelijke verschillen van mening te zijn tussen de delegaties van de Sovjet-Unie en Frankrijk. Barthou eiste dat de Sovjet-Unie alle schulden van het vroegere Russische keizerrijk op zich zou nemen en zou terugbetalen voor er over een eventuele diplomatieke erkenning gepraat zou kunnen worden. Lloyd George gaf ondertussen door zijn gedrag (een gevolg van het eerdergenoemde compromis dat de Engelse premier met de Fransen had gesloten) de Duitsers het idee dat hij niet meer geïnteresseerd was ze te helpen met hun financiële problemen. Dat was een scherp contrast met een paar maanden eerder, toen hij op de Conferentie van Cannes had beloofd dat een aanzienlijk deel van de schulden kwijtgescholden zou kunnen worden. De sfeer op de conferentie was, mede als gevolg van het bovengenoemde maar ook door persoonlijke antipathieën, niet al te best.
Toen op 17 april bekend werd dat de Russische en Duitse delegatie de dag ervoor onafhankelijk van de conferentie een bilateraal verdrag hadden gesloten in Rapallo, een kustplaatsje enkele tientallen kilometers van Genua, kon de hele conferentie eigenlijk al als mislukt beschouwd worden.